# Хомвуд (станция)
Хомвуд (англ. Homewood) — железнодорожная станция в городе Хомвуд штата Иллинойс США.

## Дальнее следование по станции

### Амтрак
| № поезда          | Маршрут движения      | № поезда          | Маршрут движения      |
| ----------------- | --------------------- | ----------------- | --------------------- |
| 58 «Новый Орлеан» | Новый Орлеан — Чикаго | 59 «Новый Орлеан» | Чикаго — Новый Орлеан |
| 390 «Салюки»      | Карбондейл — Чикаго   | 391 «Салюки»      | Чикаго — Карбондейл   |
| 392 «Иллини»      | Карбондейл — Чикаго   | 393 «Иллини»      | Чикаго — Карбондейл   |

## Пригородное сообщение по станции

### Метра
| № поезда    | Маршрут движения            | № поезда    | Маршрут движения            |
| ----------- | --------------------------- | ----------- | --------------------------- |
| Пригородный | Юниверсити-Парк — Миллениум | Пригородный | Миллениум — Юниверсити-Парк |
| Экспресс    | Юниверсити-Парк — Миллениум | Экспресс    | Миллениум — Юниверсити-Парк |
| Экспресс    | Флоссмур — Миллениум        | Экспресс    | Миллениум — Флоссмур        |

## Адрес вокзала
- 60430, США, штат Иллинойс, г. Хомвуд, Парк-авеню, 18015